# Antonio Luis Baena Tocón
Antonio Luis BAENA Tocón (1915-1998) foi um militar e funcionário público espanhol, que nos anos que se seguiram à Guerra Civil Espanhola, fez parte de vários tribunais militares da ditadura de Francisco Franco, sendo de destacar o facto de ter participado no tribunal que condenou à morte o poeta Miguel Hernández em 1940. 

## Biografia
Entre 1939 e 1943, com a patente de alferes, Baena Tocón foi afeto ao Julgado Especial de Imprensa, encarregado de perseguir e sanear pessoas que tivessem escrito nos meios de comunicação durante a Republica. Sob as ordens do juiz de instrução Manuel Martínez Margallo, foi encarregado de investigar a Hemeroteca Municipal de Madrid e de anotar os nomes de escritores e jornalistas, bem como de tecer comentários sobres as características dos presumíveis delitos que teriam cometido através das suas obras literárias.
Adicionalmente, foi membro de alguns julgamentos militares relacionados com o Julgado Especial de Imprensa, sendo relevante o facto de ter participado no julgamento contra o poeta Miguel Hernández, que foi condenado à morte em 1940 – a condenação foi alterada a 30 anos de prisão, onde o poeta faleceu pouco tempo depois – Baena Tocón foi o secretário do julgamento, apesar de não ter habilitações que lhe permitissem ter esse cargo, por só ter feito algumas cadeiras da licenciatura de direito. Na época, era um procedimento habitual da ditadura, por existirem poucos quadros profissionais devido à guerra e à opressão posterior.
Em junho de 1966 Antonio Luis Baena Tocón foi nomeado auditor da Câmara Municipal de Córdoba, função que desempenhou até ser reformado. Anteriormente tinha sido habilitado como vice-auditor da Deputação Provincial. Os dois cargos, como era habitual durante a ditadura, foram atribuídas em virtude dos seus méritos ao serviço do regime.

## Polémica
Em junho de 2019, a Universidade de Alicante, a pedido do seu filho, eliminou dos registos digitais todas as referências à participação de Baena Tocón no julgamento contra Miguel Hernández, com o objetivo de que o seu nome não fosse vinculado à condenação e morte do poeta. Rapidamente gerou-se um efeito Streisand, que fez com que Baena Tocón se transformasse num personagem da atualidade mediática, gorando o desejos do seu filho e reforçou a liberdade de expressão e a restituição da verdade relativa à história da Guerra Civil Espanhola e da ditadura do pós-guerra.